# Yi Jianlian
Yi Jianlian (chinês tradicional: 易建聯, chinês simplificado: 易建联, pinyin: Yì Jiànlián; Cantonês: Yik Ginlyùn) é um ex-jogador chinês de basquete.
Yi se juntou ao Guangdong Southern Tigers para a temporada de 2002–03 da CBA e, subsequentemente, ganhou o prêmio de Novato do Ano. Em seus primeiros cinco anos com Guangdong, o time conquistou três títulos da CBA. No draft da NBA de 2007, ele foi selecionado pelo Milwaukee Bucks como a sexta escolha geral. Inicialmente, Yi recusou-se a assinar com Milwaukee por vários meses antes de concordar com um contrato em agosto de 2007. Ele jogou por New Jersey Nets e Washington Wizards na NBA até retornar ao Guangdong em 2012.
Yi também jogou pela Seleção Chinesa nas Olimpíadas de 2004, 2008, 2012 e 2016, bem como nos Campeonatos Mundiais de 2006 e 2010.

## Primeiros anos
Quando criança, os pais de Yi não permitiram que ele se juntasse a uma escola esportiva, destinada a crianças que se prevê que se tornem atletas profissionais. No entanto, um treinador de basquete de uma escola esportiva que percebeu o potencial de Yi jogando basquete de rua persuadiu a família de Yi a permitir que ele treinasse profissionalmente. Esperando assinar um contrato de patrocínio com Yi, a Adidas o convidou para participar do ABCD Camp da empresa em New Jersey em 2002, onde ele competiu contra jogadores de ensino médio norte-americano.
Em 2004, Yi foi listado como nascido em 1984 mas funcionários chineses disseram que provavelmente era um erro tipográfico. Dois anos depois, Fran Blinebury do The Houston Chronicle relatou que Yi disse a Shane Battier que tinha 24 anos em um amistoso antes do Campeonato Mundial de 2006, mas a história foi refutada tanto por Yi quanto por Battier. Yi não é o primeiro jogador de basquete chinês a ser examinado por discrepâncias de idade, já que o ex-jogador da NBA, Wang Zhizhi, foi listado como nascido em 1977 e 1979. Em 2006, um oficial sênior chinês admitiu que as seleções juvenis anteriores incluíam jogadores acima da idade permitida.
Em 2007 e 2008, a data de nascimento de Yi foi ainda mais examinada como sendo 27 de outubro de 1984, incluindo um repórter chinês que descobriu um formulário de matrícula de escola secundária de 1997 que listava Yi como nascido em 27 de outubro de 1984.

## Carreira profissional

### Guangdong Southern Tigers (2002–2007)
Após retornar à China em 2002, Yi assinou um contrato profissional com o Guangdong Southern Tigers da Associação Chinesa de Basquete (CBA) e teve médias de 3,5 pontos e 1,9 rebotes em sua primeira temporada. Ele também teve médias de 7,3 pontos e 7,3 rebotes em quatro jogos durante os playoffs, e ganhou o prêmio de Novato do Ano. Yi foi destaque na edição de agosto de 2003 da revista Time, em um artigo intitulado "O Próximo Yao Ming".
Em cada uma de suas três temporadas seguintes, Yi levou o Guangdong ao título da CBA e foi premiado como o MVP das Finais da CBA em 2006. Na sua última temporada na CBA, antes de entrar no draft da NBA de 2007, Yi teve médias de 24,9 pontos e 11,5 rebotes, mas seu time perdeu para o Bayi Rockets nas finais dos playoffs.

### Milwaukee Bucks (2007–2008)
Yi não era esperado para entrar no draft da NBA até 2009, porque a Associação Chinesa de Basquete havia determinado que os jogadores não poderiam disputar as ligas estrangeiras até completarem 22 anos. No entanto, no início de 2006, Yi anunciou que entraria no draft da NBA de 2006, embora tenha decidido se retirar mais tarde, afirmando que não estava "pronto o suficiente para competir na NBA e precisava de mais experiência." Mais tarde naquele ano, o Guangdong Southern Tigers anunciaram que Yi entraria no draft da NBA de 2007.
Yi escolheu Dan Fegan como seu agente para representá-lo no draft da NBA e viajou para Los Angeles para participar dos treinos pré-draft. Antes do draft, Yi foi previsto por muitos para ser escolhido entre a terceira e a décima segunda escolha. Em 28 de junho de 2007, Yi foi selecionado pelo Milwaukee Bucks como a sexta escolha geral, apesar de Fegan ter avisado os Bucks para não escolherem Yi e não ter permitido que fossem uma das equipes convidadas para os treinos privados de pré-draft. Fegan não queria que Milwaukee escolhesse Yi porque a cidade não tinha uma grande comunidade asiático-americana. No entanto, o gerente geral dos Bucks, Larry Harris, disse que eles apenas haviam selecionado o melhor jogador disponível para eles. Yi e Sun Yue marcaram a primeira vez na história do draft da NBA em que dois jogadores nascidos na China foram escolhidos no mesmo draft, um feito que não se repetiria novamente até 2016.
Após o draft, Milwaukee tentou convencer Yi a assinar com o time e, em 2 de julho de 2007, o proprietário dos Bucks, Herb Kohl, escreveu uma carta para Yi e seus representantes, na esperança de persuadi-lo a assinar com a equipe. Três dias depois, o técnico Larry Krystkowiak e o gerente geral Larry Harris se encontraram com Yi, tentando influenciá-lo a jogar por Milwaukee; no entanto, os representantes de Yi solicitaram que o time o trocasse para outra equipe em uma cidade com uma grande presença chinesa. Funcionários chineses também exigiram que qualquer equipe para a qual Yi jogasse garantisse tempo de jogo suficiente para que ele pudesse se aprimorar para as Olimpiadas de 2008. Kohl fez uma viagem especial a Hong Kong para apelar pessoalmente a Yi e assegurou aos funcionários chineses que ele teria tempo de jogo suficiente. Em 29 de agosto de 2007, o Milwaukee Bucks e Yi concordaram com um contrato padrão de novato.

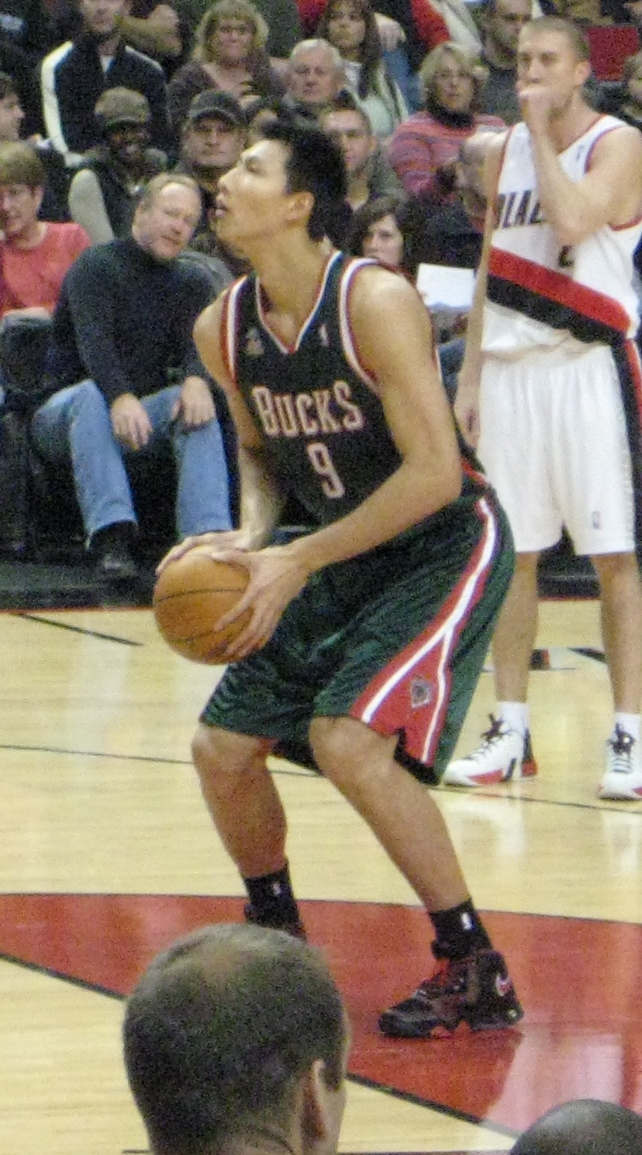
Yi fazendo um lance livre contra o Portland Trail Blazers

Yi foi nomeado para o time titular de Milwaukee pelo técnico Larry Krystkowiak, substituindo Charlie Villanueva, para iniciar a temporada de 2007–08. Ele registrou nove pontos e três rebotes em uma derrota para o Orlando Magic na estreia da temporada. Três dias depois, ele jogou seu primeiro jogo em Milwaukee e marcou 16 pontos enquanto pegava oito rebotes em uma vitória de 78–72 sobre o Chicago Bulls. O jogo também foi a primeira partida de Yi a ser transmitida nacionalmente na China, onde foi assistida por cerca de 100 milhões de telespectadores. Yao Ming elogiou a atuação de Yi em seus primeiros jogos, dizendo: "Se você comparar nossos terceiros jogos na NBA, verá que as estatísticas de Yi são muito melhores do que as minhas."
Em 9 de novembro de 2007, Yi enfrentou Yao Ming pela primeira vez quando o Houston Rockets venceu Milwaukee por 104–88. Yi registrou 19 pontos e nove rebotes, incluindo dois arremessos de três pontos, enquanto Yao marcou 28 pontos e pegou nove rebotes. O jogo entre os dois foi assistido por mais de 200 milhões de pessoas na China, tornando-se um dos jogos mais assistidos da história da NBA. Após a partida, Yao chamou o talento de Yi de "inacreditável" e Tracy McGrady disse que Yi tinha um "potencial tremendo na liga". Del Harris, ex-técnico da Seleção Chinesa, também descreveu Yi como o "mais atlético pivô na NBA."
Yi foi nomeado o Novato do Mês em dezembro de 2007 após ter médias de 12,1 pontos e 6,6 rebotes naquele mês. Em 30 de janeiro de 2008, ele foi selecionado para o Rookie Challenge durante o All-Star Game da NBA de 2008. Em 2 de fevereiro de 2008, Yi enfrentou Yao pela segunda vez quando Milwaukee jogou em casa contra Houston, um jogo que Krystkowiak chamou de "Super Bowl Chinês". No entanto, ambos os jogadores tiveram dificuldades durante a vitória de 91–83 de Houston sobre Milwaukee. Yao marcou 12 pontos, enquanto Yi sofreu uma lesão no ombro durante o jogo, terminando com apenas seis pontos.
Em 2 de abril de 2008, foi anunciado que Yi perderia o resto da temporada devido a uma lesão no joelho. Já tendo perdido oito jogos com outras lesões, Yi participou de 66 dos 82 jogos possíveis em sua temporada de estreia e teve médias de 8,6 pontos e 5,2 rebotes. Um dos assistentes técnicos de Milwaukee, Brian James, mais tarde disse que "as lesões que ele teve o incomodaram mais do que as pessoas perceberam e ele não conseguiu jogar através delas."

### New Jersey Nets (2008–2010)

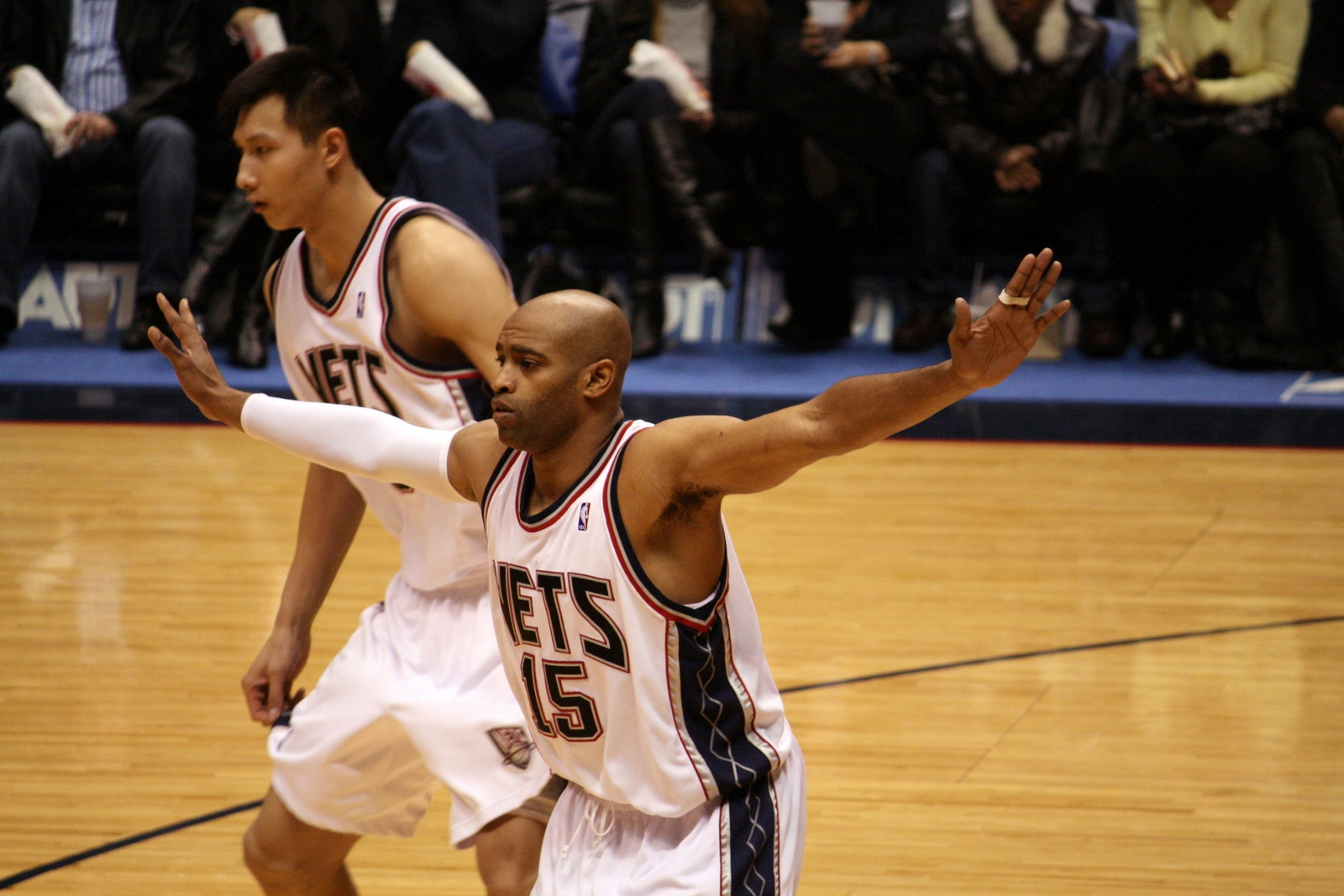
Yi em 2010 com o seu companheiro de equipe dos Nets, Vince Carter.

Em 26 de junho de 2008, Yi foi trocado pelo Milwaukee Bucks, junto com Bobby Simmons, para o New Jersey Nets em troca de Richard Jefferson. O presidente do time, Rod Thorn, afirmou que "sentimos fortemente que ele será um ótimo jogador," e o CEO Brett Yormark disse que "isso abre uma nova base de fãs para nós." Yi declarou que não esperava ser trocado, mas que era "uma honra se juntar aos Nets."
Nos primeiros 37 jogos com New Jersey, Yi teve médias de 10,5 pontos e 6,2 rebotes, com uma taxa de acerto de 39% de três pontos, bem acima da média da temporada anterior. No entanto, em 9 de janeiro de 2009, Yi fraturou o dedo mínimo da mão direita e foi esperado um tempo de recuperação de quatro a seis semanas. Thorn chamou o momento de "péssimo" porque "ele estava jogando bem," mas Yi disse "Eu apenas vou me recuperar. Eu voltarei." Na votação para o All-Star Game de 2009, Yi terminou em terceiro lugar no total de votos para alas na Conferência Leste, à frente de jogadores como Paul Pierce e Chris Bosh.
Yi retornou da lesão após o All-Star Game em uma derrota para o Houston Rockets em 17 de fevereiro de 2009. No entanto, após ter médias de apenas seis pontos com 36% de aproveitamento após seu retorno, Yi foi removido da equipe titular. Suas médias finais na temporada foram 8,6 pontos e 5,3 rebotes, com uma precisão de 38% nos arremessos de quadra e 34% em arremessos de três pontos. Após o New Jersey terminar a temporada fora dos playoffs, o agente de Yi, Dan Fegan, sugeriu que o New Jersey jogava melhor quando Yi jogava mais minutos e fazia mais arremessos, e perguntou "quem é responsável?" O técnico do New Jersey, Lawrence Frank, disse que "você tem que ser paciente. Ele tem apenas 21 anos," e Yi avaliou sua temporada dizendo que ainda estava "muito instável."
Na temporada de 2009–10, Yi retornou à equipe titular dos Nets. Sendo titular em todos os jogos que participou, exceto um, Yi sofreu várias lesões durante a temporada que o fizeram perder 30 jogos. Ele torceu o ligamento colateral medial em 4 de novembro de 2009, teve uma laceração no lábio superior em 8 de dezembro de 2009, e torceu o tornozelo esquerdo em 8 de março de 2010. Suas médias finais na temporada foram 12 pontos e 7,2 rebotes, com uma precisão de 40% nos arremessos de quadra e 37% em arremessos de três pontos.

### Washington Wizards (2010–2011)

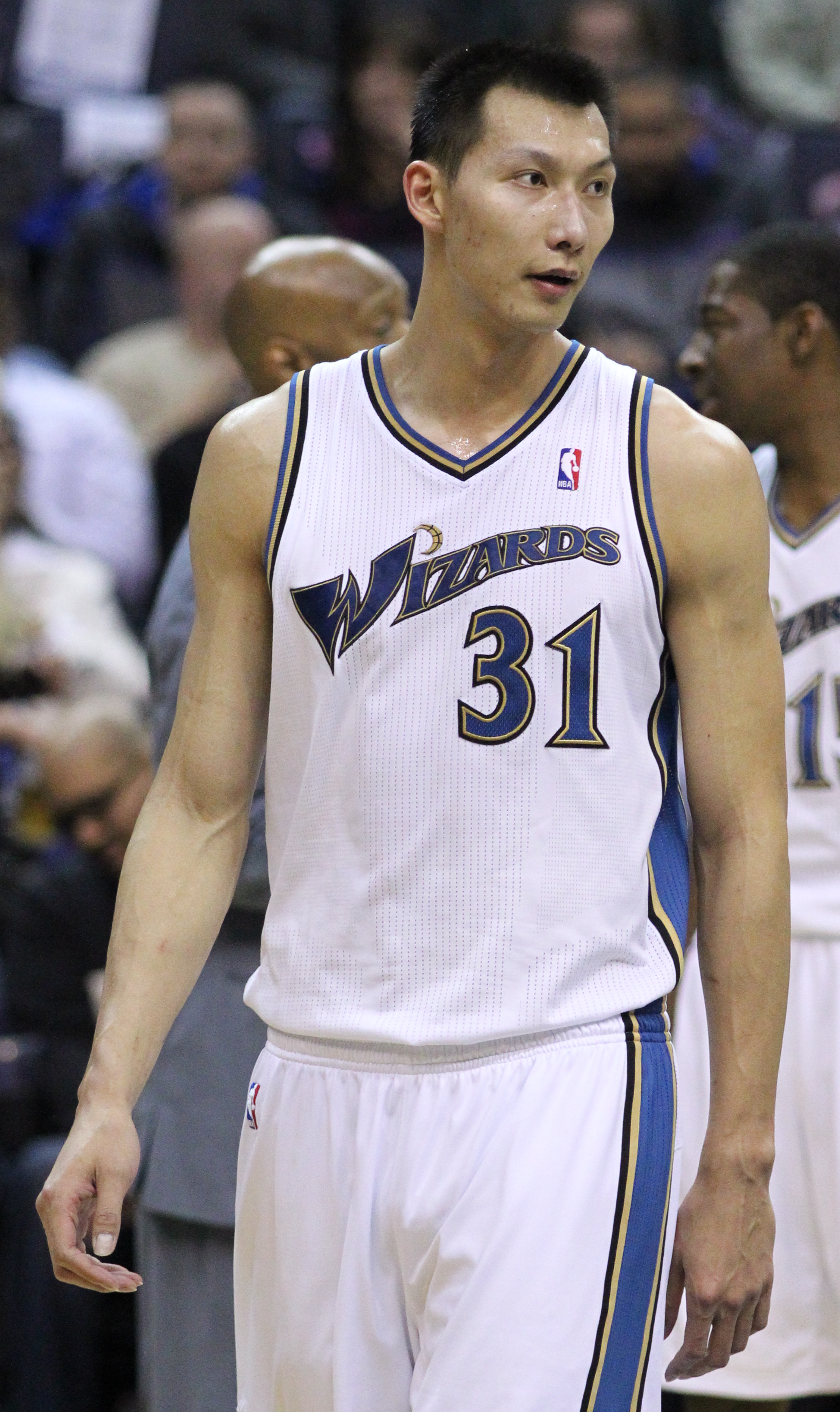
Yi com os Wizards em 2011

Em 29 de junho de 2010, Yi foi trocado para o Washington Wizards, junto com 3 milhões de dólares em compensações financeiras, em troca de Quinton Ross. 
Yi terminou a temporada de 2010–11 com médias de 5,6 pontos e 3,9 rebotes. O Washington tinha até 30 de junho de 2011 para prorrogar o contrato de Yi, mas decidiu não o fazer.

### Retorno aos Tigers (2011)
Durante o lockout da NBA de 2011, Yi assinou um contrato de um ano para retornar ao Guangdong Southern Tigers. Ao contrário da maioria dos jogadores da NBA que foram para a Associação Chinesa de Basquete durante esse período, ele recebeu uma opção de retornar à NBA assim que o lockout fosse resolvido.

### Dallas Mavericks (2012)
Em 6 de janeiro de 2012, Yi assinou um contrato de um ano com o Dallas Mavericks após iniciar a temporada com os Guangdong Southern Tigers. Ele foi imediatamente designado para a equipe afiliada do Dallas na D-League, o Texas Legends. Yi se beneficiou das novas regras do acordo coletivo de trabalho, que permitiam que jogadores com mais de dois anos de experiência na NBA fossem designados para a D-League com o consentimento dos jogadores. Em 9 de janeiro de 2012, após jogar dois jogos pelos Texas Legends com médias de 23 pontos e 12 rebotes, ele foi convocado de volta pelo Dallas. O time enfrentou o Oklahoma City Thunder nos playoffs e, no Jogo 3, Yi jogou seu primeiro jogo de playoffs da NBA, onde marcou dois pontos em cinco minutos.

### Terceira Passagem pelo Guangdong (2012–2023)
Yi retornou ao Guangdong Southern Tigers para a temporada de 2012–13 da CBA e conquistou seu quarto título na temporada.
Em 22 de agosto de 2016, Yi assinou um contrato de um ano e US$8 milhões com o Los Angeles Lakers, retornando à NBA pela primeira vez desde 2012. O treinador dos Lakers, Luke Walton, considerou Yi o melhor pivô do time em termos de arremesso durante a pré-temporada, mas não deu a Yi um papel significativo. Yi teve médias de 3,0 pontos e 2,5 rebotes em 10,7 minutos em seis partidas de pré-temporada com os Lakers. Sentindo que teria melhores oportunidades em outro lugar, Yi pediu a liberação dos Lakers antes do início da temporada regular. Os Lakers o dispensaram em 24 de outubro de 2016. Em outubro de 2016, Yi retornou ao Guangdong.
Em 15 de agosto de 2020, Yi ajudou o Guangdong Southern Tigers a conquistar seu 10º título da CBA após uma vitória de 123–115 no Jogo 3 das Finais sobre o Liaoning Flying Leopards. No entanto, Yi sofreu uma ruptura do tendão de Aquiles durante o jogo e era esperado que perdesse uma parte significativa da temporada de 2020–21 da CBA devido à reabilitação.
A temporada de 2022–23 da CBA foi a última temporada de basquete de Yi, que decidiu se aposentar em 30 de agosto de 2023. Ele escreveu em sua conta no Sina Weibo: "O tempo voa; em um piscar de olhos, o basquete esteve ao meu lado por 21 anos. Após muita reflexão, tomei a decisão de encerrar oficialmente minha carreira no basquete. Vou valorizar as memórias do passado enquanto continuo avançando, abraçando novos capítulos em minha vida. Adeus, meu amado basquete."

## Carreira na seleção

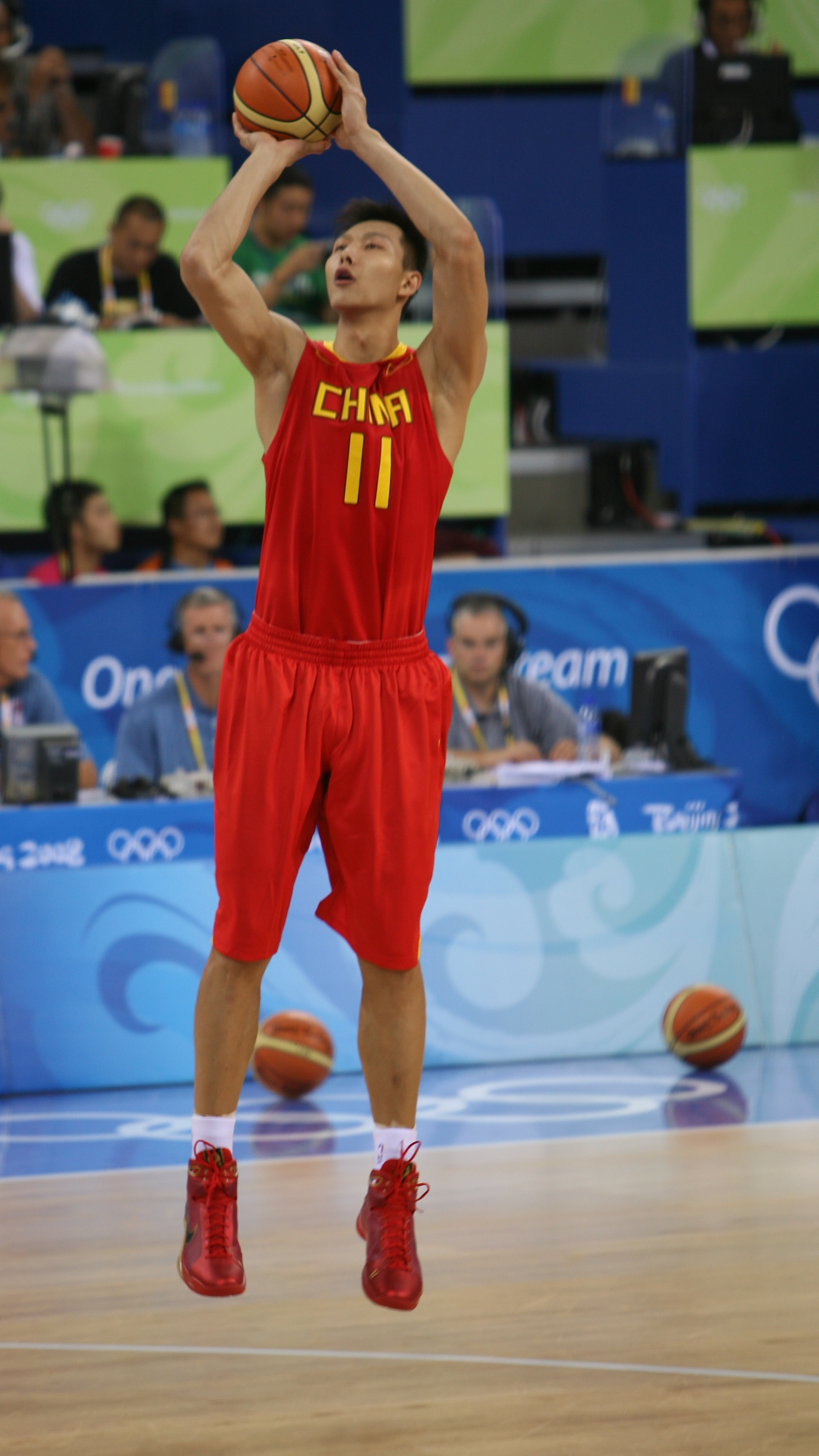
Yi jogando pela Seleção Chinesa.

A primeira grande experiência internacional de Yi ocorreu no Campeonato Mundial Sub-19 de 2003, onde ele teve médias de 18,9 pontos e 11,5 rebotes. Ele fez sua estreia com a Seleção Chinesa durante as Olimpíadas de 2004 e teve médias de 6 pontos e 6 rebotes no Campeonato Mundial de 2006.
Em 2008, Yi foi selecionado para jogar nas Olimpíadas de 2008. Nas duas primeiras partidas da fase de grupos, Yi marcou 9 e 4 pontos, respectivamente, e a China perdeu ambos os jogos contra os Estados Unidos e a Espanha. Mas em uma vitória contra Angola, Yi registrou um duplo-duplo, e em uma vitória contra a Alemanha, ele fez 9 pontos e 11 rebotes, além de acertar o arremesso crucial com 28 segundos restantes para ajudar a China a avançar para as quartas de final. No entanto, a Lituânia encerrou a campanha da China ao vencê-la por 94–68, com Yi marcando 11 pontos.
Yi foi membro da Seleção Chinesa que participou do Campeonato Asiático de 2009 e de 2011, sendo nomeado o MVP com médias de 16,6 pontos e 10,8 rebotes. Yi também jogou nas Olimpíadas de 2012, liderando em rebotes por jogo com 10,2 e ficando em segundo lugar em bloqueios com 2,2. Ele também participou das Olimpíadas de 2016. Durante a Copa do Mundo de 2019, Yi ainda foi o líder da seleção chinesa com médias de 17,8 pontos, 7,8 rebotes e 1,2 assistências. Na partida contra a Nigéria, ele exibiu o melhor desempenho da seleção nos últimos anos, marcando 27 pontos e uma eficiência de jogador de 26.

## Vida Pessoal
Yi é fluente tanto em mandarim quanto em cantonês, seu idioma nativo. Em 2008, ele foi classificado em quarto lugar na lista da Forbes dos 100 maiores celebridades da China em termos de renda e popularidade. Em 2008, Yi doou 100.000 yuan para apoiar as vítimas do terremoto de Sichuan e também participou do revezamento da tocha dos Jogos Olímpicos de Verão de 2008, carregando a tocha durante a etapa de Hainan do revezamento.

## Estatísticas da carreira

### NBA

#### Temporada regular
| Ano      | Equipe     | PJ  | PT  | MPJ  | AP   | 3P   | LL   | RT  | AS  | BR | TO  | PPJ  |
| -------- | ---------- | --- | --- | ---- | ---- | ---- | ---- | --- | --- | -- | --- | ---- |
| 2007–08  | Milwaukee  | 66  | 49  | 25.0 | .421 | .286 | .841 | 5.2 | .8  | .5 | .8  | 8.6  |
| 2008–09  | New Jersey | 61  | 52  | 23.3 | .382 | .343 | .772 | 5.3 | 1.0 | .5 | .6  | 8.6  |
| 2009–10  | New Jersey | 52  | 51  | 31.8 | .403 | .366 | .798 | 7.2 | .9  | .7 | 1.0 | 12.0 |
| 2010–11  | Washington | 63  | 11  | 17.7 | .418 | .231 | .681 | 3.9 | .4  | .4 | .5  | 5.6  |
| 2011–12  | Dallas     | 30  | 0   | 6.8  | .378 | .300 | .667 | 1.6 | .2  | .2 | .3  | 2.6  |
| Carreira | Carreira   | 272 | 163 | 20.9 | .400 | .305 | .751 | 4.6 | .6  | .4 | .6  | 7.4  |

#### Playoffs
| Ano  | Equipe | PJ | PT | MPJ | AP   | 3P   | LL   | RT  | AS | BR  | TO | PPJ |
| ---- | ------ | -- | -- | --- | ---- | ---- | ---- | --- | -- | --- | -- | --- |
| 2012 | Dallas | 1  | 0  | 5.0 | .333 | .000 | .000 | 2.0 | .0 | 1.0 | .0 | 2.0 |

### CBA
| Ano      | Equipe    | PJ  | RT   | AS  | AP   | LL   | PPJ  |
| -------- | --------- | --- | ---- | --- | ---- | ---- | ---- |
| 2002–03  | Guangdong | 36  | 3.3  | 0.2 | .580 | .600 | 5.0  |
| 2003–04  | Guangdong | 28  | 5.9  | 0.5 | .517 | .741 | 9.7  |
| 2004–05  | Guangdong | 53  | 10.2 | 1.4 | .568 | .717 | 16.8 |
| 2005–06  | Guangdong | 53  | 9.7  | 1.2 | .574 | .754 | 20.5 |
| 2006–07  | Guangdong | 39  | 11.5 | 1.1 | .585 | .816 | 24.9 |
| 2011–12  | Guangdong | 4   | 7.8  | 1.3 | .439 | .737 | 12.5 |
| 2012–13  | Guangdong | 38  | 10.5 | 1.4 | .572 | .718 | 24.2 |
| 2013–14  | Guangdong | 42  | 12.8 | 1.5 | .535 | .712 | 23.5 |
| 2014–15  | Guangdong | 45  | 10.9 | 1.3 | .575 | .735 | 27.7 |
| 2015–16  | Guangdong | 43  | 9.2  | 2.1 | .549 | .724 | 26.3 |
| 2016–17  | Guangdong | 28  | 10.4 | 1.1 | .521 | .727 | 24.2 |
| 2017–18  | Guangdong | 38  | 13.3 | 1.8 | .491 | .802 | 24.2 |
| 2018–19  | Guangdong | 38  | 9.3  | 0.9 | .576 | .780 | 21.4 |
| 2019–20  | Guangdong | 14  | 10.1 | 0.9 | .537 | .846 | 22.4 |
| Carreira | Carreira  | 499 | 9.6  | 1.1 | .544 | .743 | 20.2 |